# Tetralonia berlandi
Espèce
Tetralonia berlandi est une espèce fossile d'insectes hyménoptères abeille dites "vraies" du genre Tetralonia, de la famille Apidae et de la sous-famille Apinae.

## Classification
L'espèce Tetralonia berlandi est décrite en 1937 par le paléontologue français Nicolas Théobald (1903-1981) dans sa thèse,,.

### Fossiles
L'holotype C31 de l'ère Cénozoïque, et de l'époque Éocène (38 à 33,9 Ma) a été découvert dans la formation de Célas dans le Gard, et est conservée au Muséum d'histoire naturelle de Marseille.

### Étymologie
L'espèce est dédiée à M. Lucien Berland, alors sous-directeur du Muséum national d'histoire naturelle.

### Citation
En 1976 l'appartenance de l'espèce Tetralonia berlandi au genre Tetralonia a été confirmée par « l'opinion » des paléontologues allemand Frederick Zeuner (1905-1963) et Francis Joseph Manning (d),.

### Homonymie
The Taxonomicon en 2023 signale une espèce homonyme Tetralonia berlandi Dusmet y Alonso, 1926 renommée en Eucera grandis (Fonscolombe, 1846). 

## Description

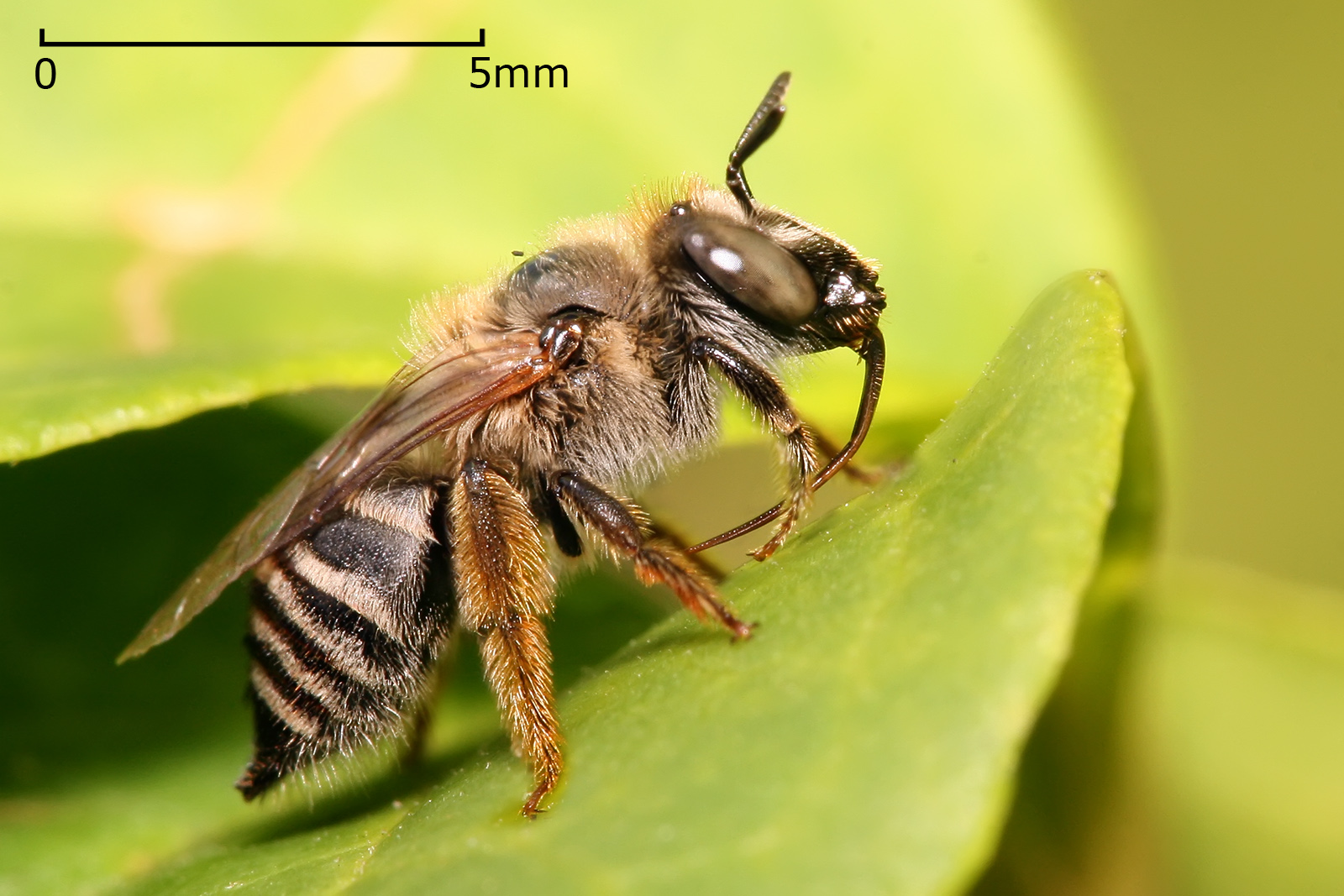
Femelle Tetraloniella, un genre frère de Tetralonia dans la tribu des Eucerini.

### Caractères
La diagnose de Nicolas Théobald en 1937, : Cette abeille a le 

« corps noir ; ailes claires, ne dépassant pas l'extrémité de l'abdomen. Tête grosse, transversale, un peu moins large que le thorax ; yeux composés très gros, placés sur les côtés, les bords internes parallèles ; antennes longues, formées de segments subsphériques. On voit l'antenne gauche, recourbée sur le côté de la tête ; elle est très longue ♂. Thorax large, déprimé. Abdomen court, gros, comprimé, quatre segments. Pattes robustes. Ailes transparentes ; nervation bien conservée (voir figure) ; cellule radiale en pointe à l'apex, lequel est écarté du bord costal ; trois cellules cubitales, la seconde est la plus étroite ; la première nervure transversale cubitale est oblique, la seconde verticale, la troisième fortement tendue ; la troisième cellule cubitale est deux fois plus longue en bas qu'en haut. Les deux nervures récurrentes rejoignent les 2e. resp. 3e cellules cubitales près de leur apex. ».

### Dimensions
La longueur totale du corps est de 10 mm et celle de l'aile antérieure de 6 mm.

### Affinités
« T. Berlandi se rapproche le plus de T. duvaucelii Lepel. des Indes. ».

## Biologie
« Les Tetralonia sont des abeilles des steppes, nombreuses dans le Sud et l'Est de l'Europe et en Asie. Elles fréquentent de préférence les Papilionacées et les Borraginées. ».

## Galerie

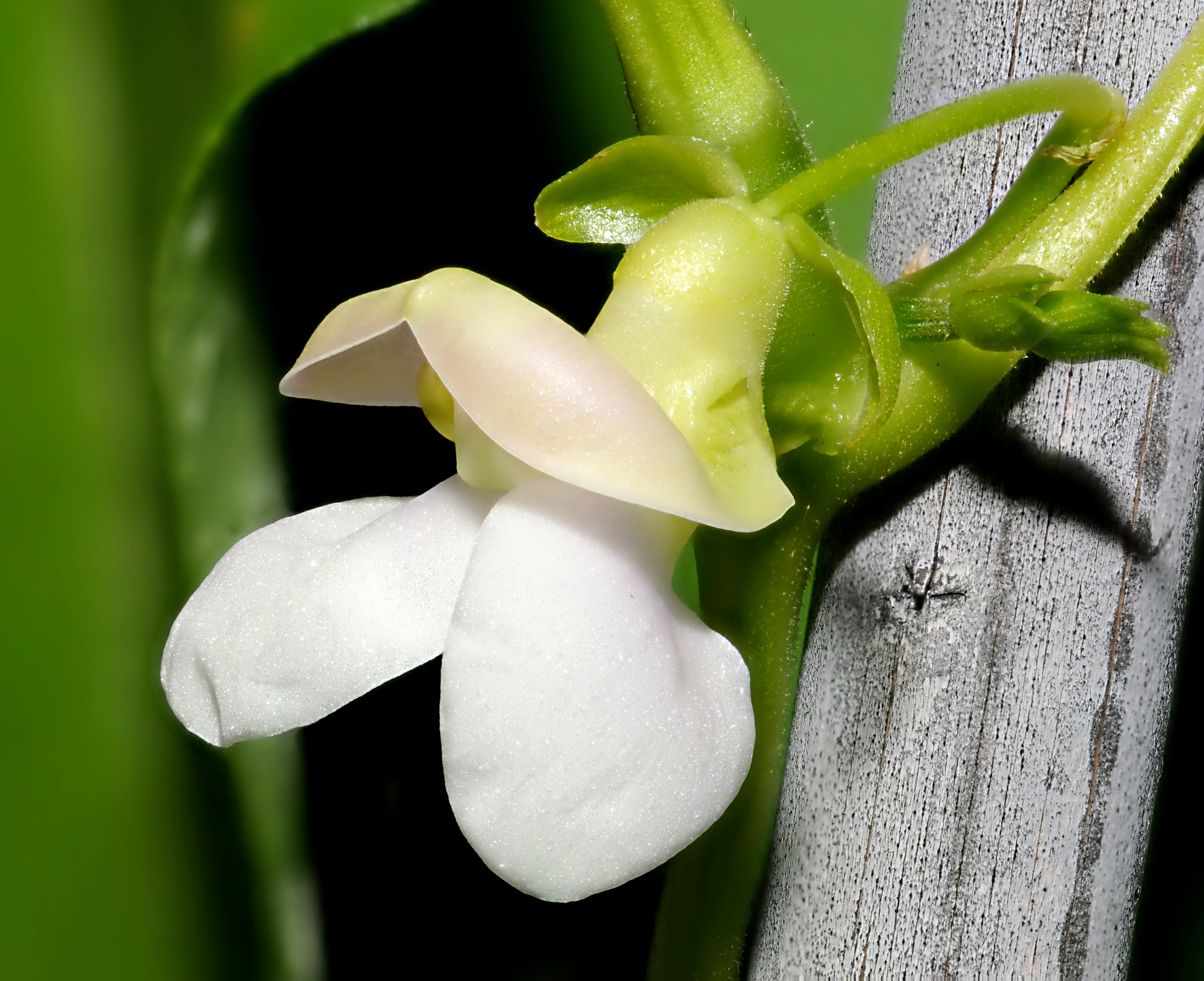
Fleur du haricot commun (Phaseolus vulgaris).
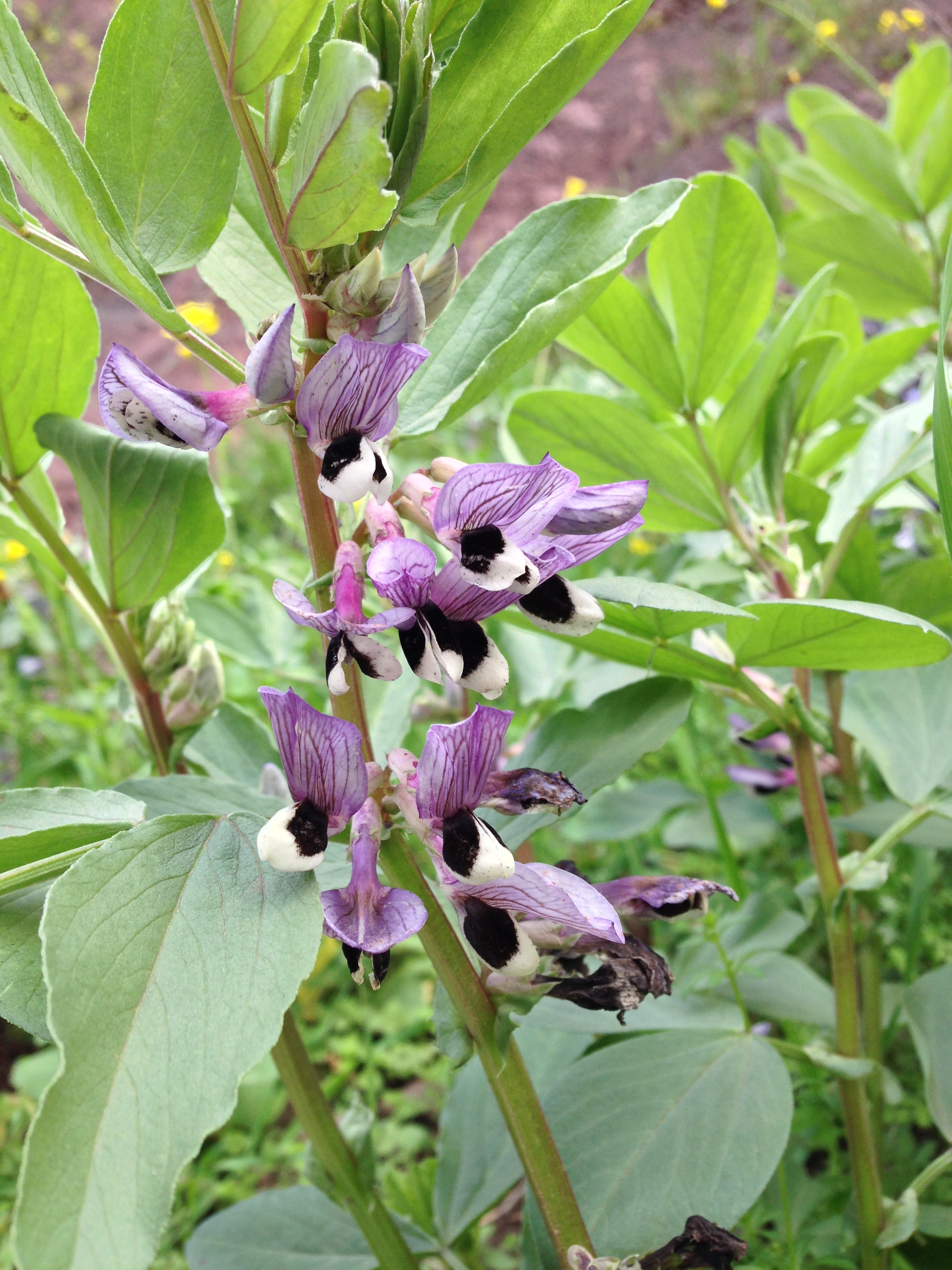
Fleurs de fèves à l'étendard pourpre et aux ailes tachetées.
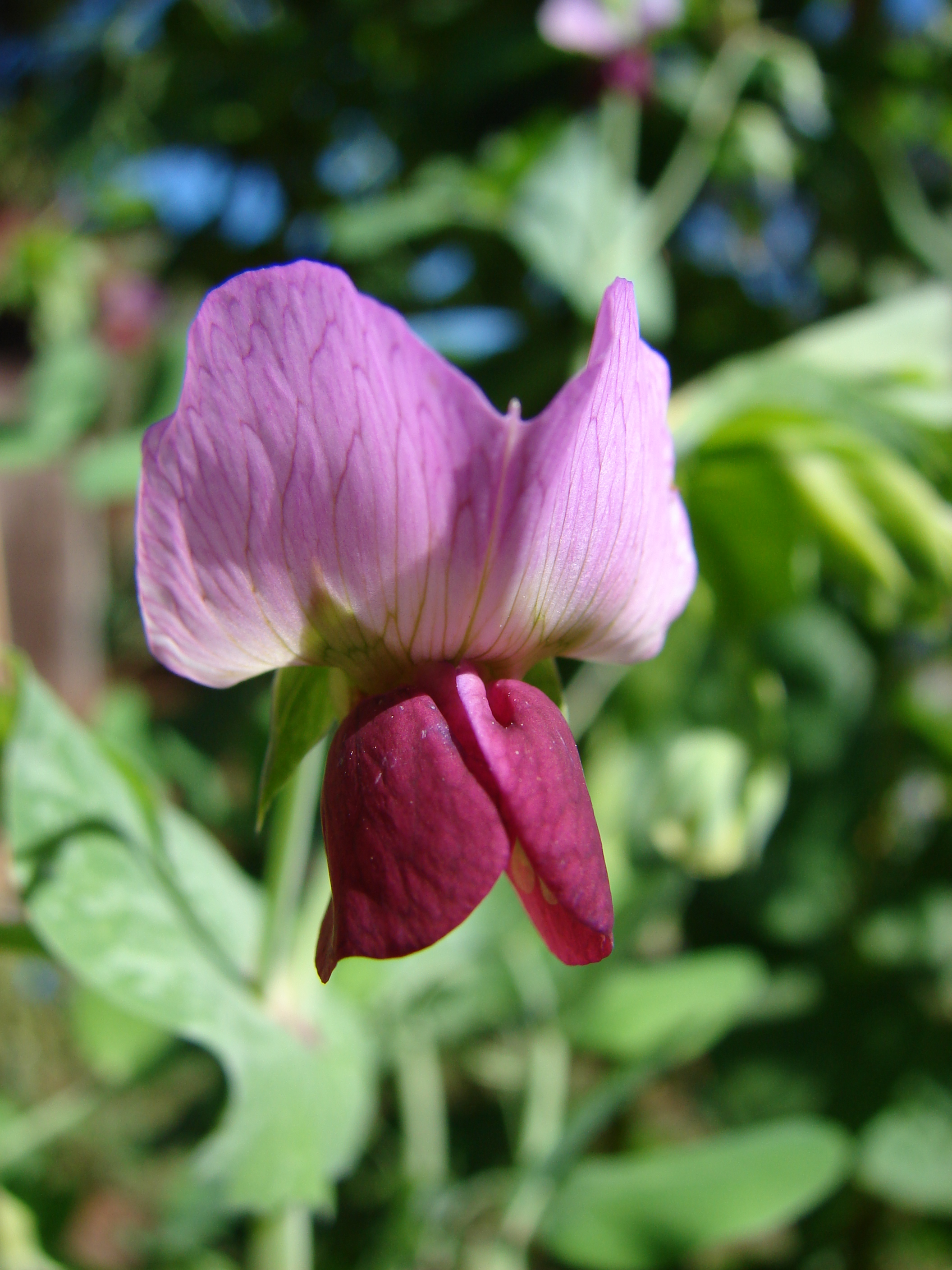
Fleur du pois (Pisum sativum) à l'étendard rose et aux ailes pourpres.
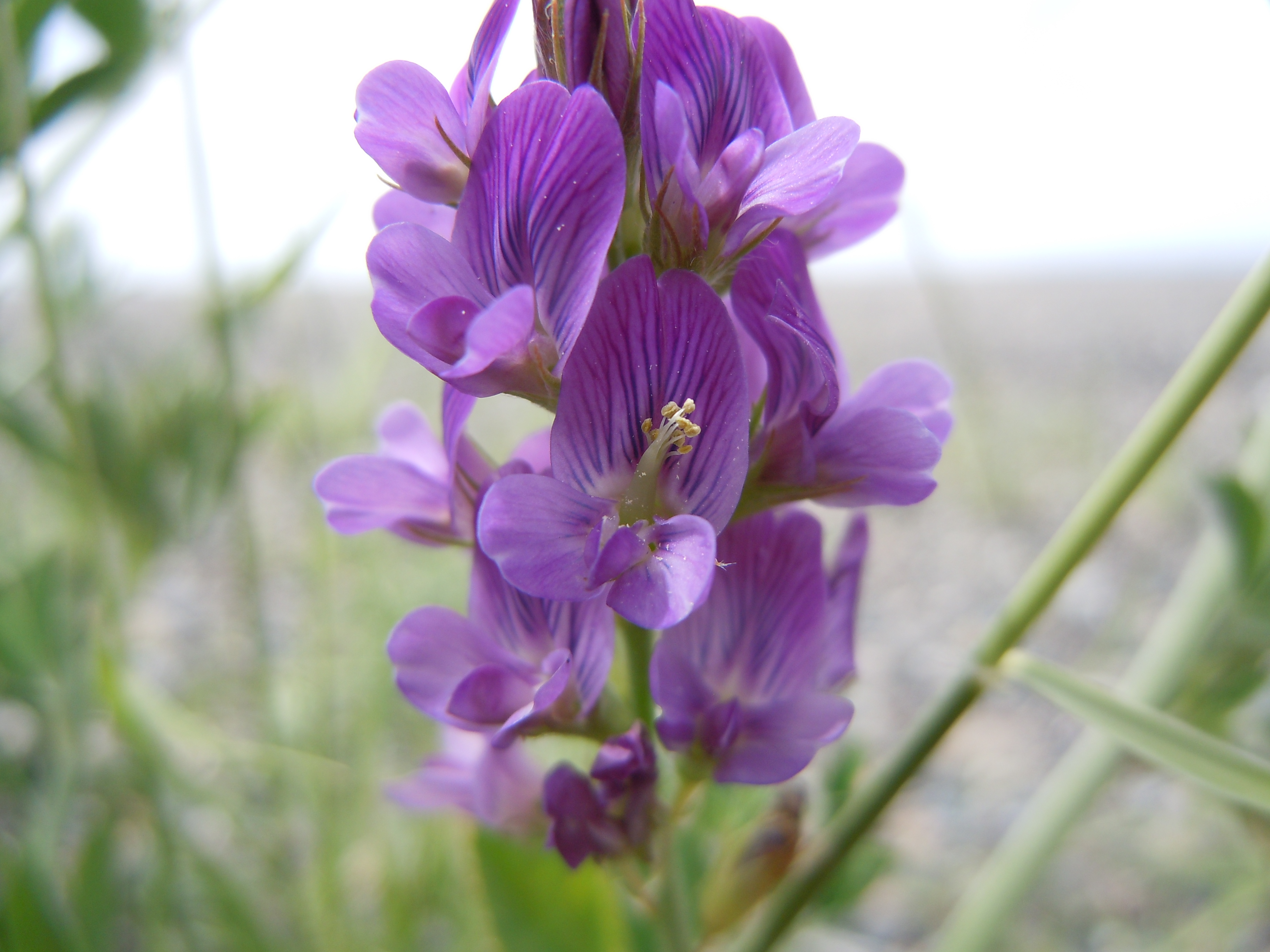
Fleurs de luzerne cultivée (Medicago sativa), la colonne staminale est visible sur la fleur centrale.
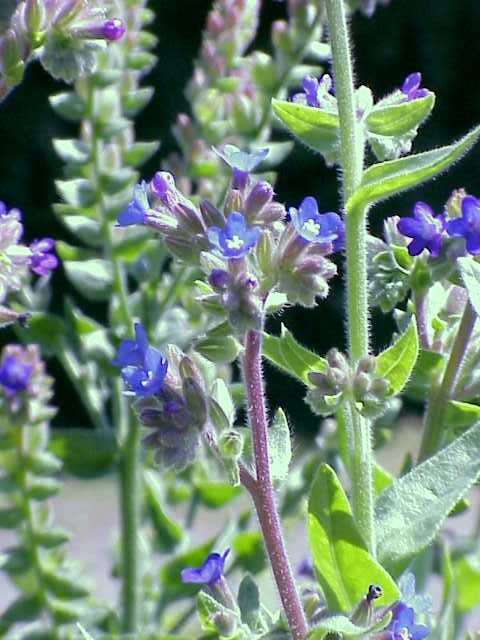
Anchusa officinalis de la famille des Boraginaceae.

### Publication originale
- [1937] Nicolas Théobald, « Les insectes fossiles des terrains oligocènes de France 473 p., 17 fig., 7 cartes,13 tables, 29 planches hors texte », Bulletin Mensuel de la Société des Sciences de Nancy et Mémoires de la Société des sciences de Nancy, Imprimerie G. Thomas,‎ 1937, p. 1-473 (ISSN 1155-1119 et 2263-6439, OCLC 786027547). .